# Collada de Roca Troca
La Collada de Roca Troca és una collada situada a 1.803,5 metres d'altitud al límit dels termes comunals d'Aiguatèbia i Talau i de Ralleu, tots dos de la comarca del Conflent, a la Catalunya del Nord. És al sud del terme de Ralleu i al nord d'Aiguatèbia i Talau, al sud-est del Pic del Pas del Llop i de Roca Troca, a ponent del poble de Ralleu i al nord-oest del d'Aiguatèbia.